# ベル食品

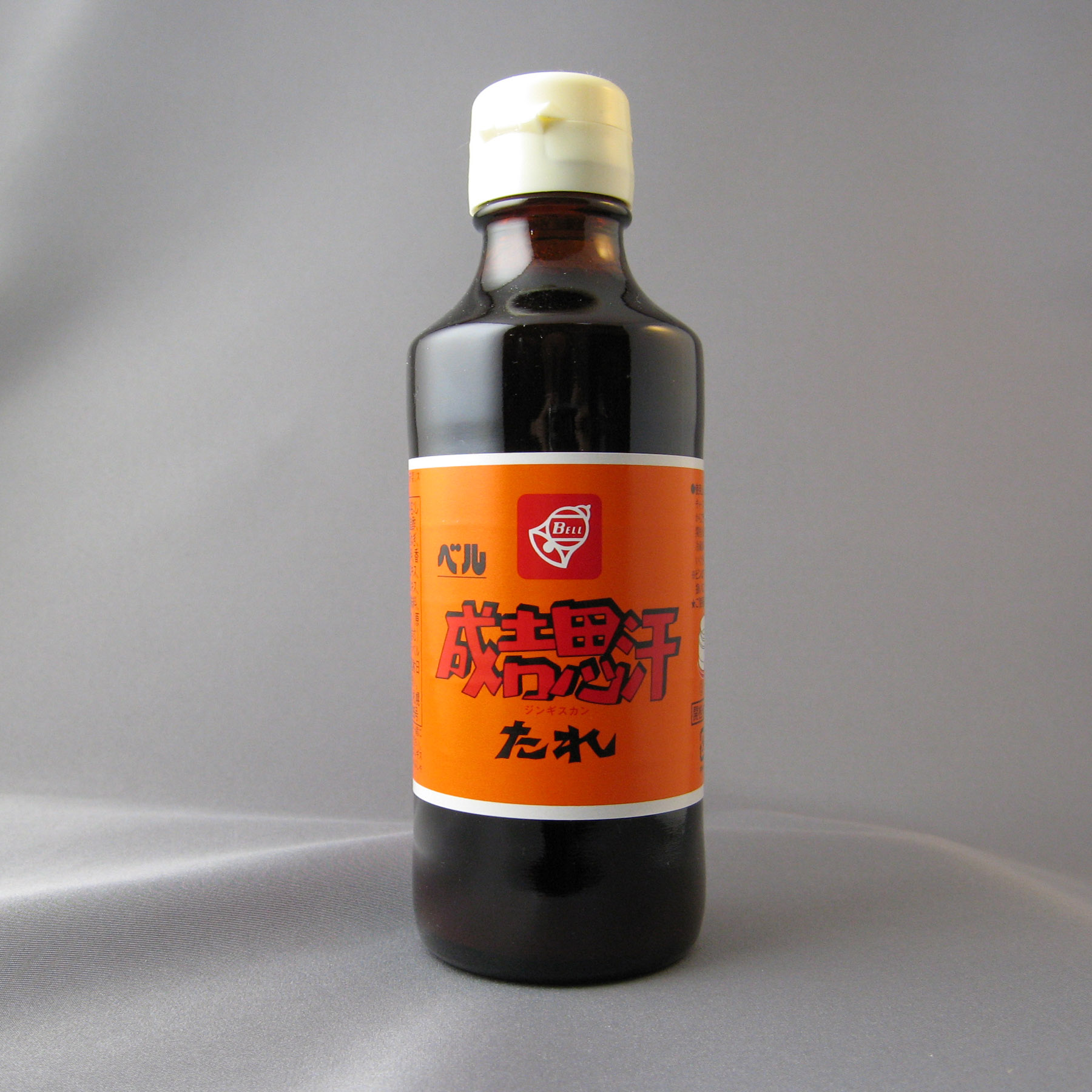
成吉思汗たれ

ベル食品株式会社（ベルしょくひん）は、北海道札幌市西区二十四軒に本社を置く調味料の製造・販売会社。主力商品は「成吉思汗（ジンギスカン）たれ」。
なお、大阪府大阪市鶴見区に本社を置くベル食品工業とは、社名は似ているが、資本・人材関係は一切ない。また、かつて存在したベルフーズ（後のカネボウフーズ、現在はクラシエフーズ）およびカネボウ（現・クラシエホールディングス）との関連は一切ない。
コーポレートスローガンは「北海道のソウルフードメイカー」。昭和時代には「おいしさのパートナー」と名乗っていたことがある。

## 概要
1947年に北海道大学農学部OB7人が創業した「北共（ほっきょう）化学」が前身で、1958年に「ベル食品」に改称。社名は北海道大学の前身、札幌農学校の演武場の鐘（札幌時計台）に由来する。会社が右肩上がりで発展していくようにと、ロゴマークのベルは45度の角度で描かれている。
北海道でも老舗の食品会社で、主力商品は1956年に発売された「成吉思汗たれ」（ジンギスカンのタレ）。発売当初は北海道でもジンギスカン料理そのものが一般に普及しておらず、当事は精肉店と協力し商品と一緒に黒いジンギスカン鍋を貸し出すサービスも行っていた。その後、北海道の花見や運動会、海水浴などで現在の形のジンギスカンパーティーが広まった。北海道内では非常に有名な商品であるが、北海道以外での認知度は低かった。しかし、昨今のジンギスカンブームを受け、ラム肉等の羊肉と共にこの商品の認知度は全国へと広がって行った。なお釧路市など道東地方限定で通常の瓶入りの他に創業当初の缶入りが販売されており、こちらを好んで買う人も多い。理由は真空で完全密封されるので風味の劣化が少ないことに加え、漁師の間で割れにくいと評判だったためだという。
創業から数年間は調味料ではなく、ラムネや粉末ジュースを主に製造販売していた。たれ以外にもラーメンスープやレトルト食品等の製造販売も手がけているが、「成吉思汗のたれ」に比較して他の商品は北海道内でも知名度はさほど高くない。
TEAM NACSの大泉洋のプロデュースにより、自身のフォトエッセイ本「本日のスープカレー」の販売に合わせてスープカレーの素「本日のスープカレーのスープ」を共同開発し、2004年に販売を開始した。発売後、北海道のお土産として人気を博し、スープカレーブームにも乗った事も手伝って、新千歳空港でも発売されるなど、北海道の新名物としてベル食品と共に定着している。また、2005年には「本日のスープカレーのスープ（アジア）」が発売された。
「食べ～るベルベルベル食品♪」というTVコマーシャルのサウンドロゴは道内でも有名。ただ、かつてのサウンドロゴでは冒頭部が直前の音声と重なっていたため、「ベ～ルベルベルベル食品♪」だと勘違いしている視聴者が多い。近年は使用していなかったが、2018年に坂口渚沙（元AKB48）主演のシリーズで、坂口本人の歌唱により復活した。
前述のベル食品工業とは、同じ大阪府内に営業所を置いており販売商品の分野も一部重複しているが、ベル食品のほうが創業が早かったこともあり、ベル食品はロゴマークの上にコーポレートスローガンの「北海道のソウルフードメイカー」という文章を付け足して、ベル食品工業の方はベルの角度を真っ直ぐにして区別することで双方が合意している。

## 沿革
- 1947年（昭和22年） - 北海道札幌市豊平区豊平1条1丁目に前身会社「北共化学株式会社」として創業。
- 1949年（昭和24年）11月 - 札幌市西区琴似二十四軒・現在地に本社・工場を移転
- 1954年（昭和29年） - ラーメンスープ「華味」を発売
- 1956年（昭和31年） - 「成吉思汗たれ」を発売
- 1958年（昭和33年）3月 - 「株式会社ベル食品」を設立。9月、社名を「ベル食品化学工業株式会社」に変更
- 1972年（昭和47年）2月 - 社名を「ベル食品株式会社」に変更
- 1987年（昭和62年） - 「ガラベース」を発売
- 1991年（平成3年） - 「おろししゃぶしゃぶのたれ」を発売。10月、「三栄食品株式会社」と資本提携
- 1992年（平成4年）5月 - 新工場が竣工。
- 1993年（平成5年） - 「ラムしゃぶしゃぶのたれ」を発売。ASP製法（滅菌充填）の「ガラベース」を発売
- 1994年（平成6年）4月 - 三栄食品株式会社を100%出資の子会社にする。
- 1995年（平成7年） - 「ザンギ名人」を発売
- 2000年（平成12年） - 「食べあきしない やきにくたれ」を発売。4月、HACCP対応の工場が竣工。
- 2000年（平成12年）7月 - 「日本たばこ産業株式会社」と業務提携、11月に資本提携。
- 2004年（平成16年）10月 - 「本日のスープカレーのスープ」を発売
- 2008年（平成20年）7月 - 日本たばこ産業株式会社の事業統合に伴い、業務・資本提携先が「株式会社加ト吉（現：テーブルマーク株式会社）」に変更。
- 2010年（平成22年）3月 - ISO 22000：2005認証取得
- 2023年（令和5年）3月 - 毎年4月22日を「成吉思汗たれの日」と制定。たれを羊肉にかけることから、カレンダーで「羊肉の日（4月29日）」の上に位置する4月22日を記念日とした[6]。

## 主力商品

### ベル食品
- ラーメンスープ「華味」 - ラーメンスープの素。
- ガラベース - 鶏ガラスープの素。
- 冷やしラーメンスープ - 冷やし中華のかけダレ。
- 成吉思汗たれ - ジンギスカンの付けダレ。
- ザンギ名人 - ザンギ（唐揚げ）の醤油味の漬け込みダレ。
- ラムしゃぶしゃぶのたれ- ラム肉のしゃぶしゃぶの付けダレ。
- おろししゃぶしゃぶのたれ - 大根おろし入りのしゃぶしゃぶの付けダレ。
- 食べあきしない やきにくたれ - 焼肉の付けダレ。
- 大泉洋プロデュース 本日のスープカレーのスープ - スープカレーの素。
- 鈴井貴之プロデュース 森で生まれた赤×黒カレー - レトルトカレー。

### 三栄食品
- 三味 - 味付けメンマ。
- キムチの素 - キムチ製造の漬け込みダレ。
- おろしにんにく - 摩り下ろしたニンニク。

## 所在地
本社・工場
- 札幌市西区二十四軒3条7丁目3-35

遠軽工場
- 紋別郡遠軽町学田3丁目6-12

東京支店
- 東京都三鷹市新川5丁目10-2

東北営業所
- 仙台市若林区南小泉3丁目9-1

大阪営業所
- 大阪府寝屋川市早子町1-8

## 関連会社
- 三栄食品株式会社 
  - 石狩市新港西1丁目706-6

## CM出演
- 大泉洋（TEAM NACS）
- 音尾琢真（TEAM NACS） - ナレーション
- 坂口渚沙（元AKB48）